# Tülay German
Tülay German (tyˈlaj ˈʒɛrman), née le 27 janvier 1935 à Istanbul, est une chanteuse interprète turque, également connue sous le nom de scène Toulaï. Elle est considérée comme l'un des précurseurs du mouvement Anadolu Pop, qui fusionne les sonorités traditionnelles anatoliennes avec des arrangements contemporains. Son engagement politique, notamment son association avec des figures intellectuelles de gauche, a également marqué sa carrière.

## Biographie

### Jeunesse et débuts
Elle est l’unique enfant d’un père, fonctionnaire, et d’une mère, femme au foyer. Elle commence à chanter dès l'âge de quatre ans, interprétant de la musique classique turque. Elle a également interprété des œuvres de Franz Schubert, telles que Ständchen et Abends unter der Linde, à la radio. Elle a suivi des cours de piano pendant cinq ans avec Ferdi Statzer, un pianiste et pédagogue autrichien renommé, installé en Turquie depuis 1932. Elle fréquente l'Üsküdar American Academy à Istanbul, dont elle est sortie diplômée en 1956.

### Carrière

#### L'ascension en Turquie
Au début des années 1960, Tülay German se fait un nom en tant que chanteuse de jazz, un genre alors très en vogue dans les cercles urbains et élitistes d’Istanbul. En 1962, elle rencontre Erdem Buri, animateur d'émissions de radio sur la musique jazz depuis les années 1950. Ensemble, ils produisent une émission pour la Radio d'Istanbul intitulée Polyphonic Turkish Music. Sous l'influence de Buri, Tülay German délaisse progressivement le jazz pour se consacrer à l'interprétation de chansons folkloriques turques[réf. nécessaire].
Leur collaboration aboutit à la sortie du single Burçak Tarlası en 1964, considéré comme le premier titre à moderniser la musique populaire turque en y intégrant des harmonies et des influences occidentales. Ce succès lui vaut d'être choisie pour représenter la Turquie au 10ᵉ Festival des Mélodies des Balkans en Yougoslavie en septembre 1964, où elle est élue Meilleure Chanteuse. Elle enregistre ensuite d'autres chansons folkloriques modernisées, notamment Kızılcıklar Oldu mu ? et Yarının Şarkısı en 1965. Ses chansons, souvent interprétées comme des critiques sociales ou politiques, rencontrent des difficultés de diffusion, particulièrement à la radio et dans les médias d'État. Faisant face à ces restrictions et à des intimidations, elle choisit de s’exiler en France en 1966.

#### Une carrière internationale depuis la France
Adoptant le pseudonyme Toulaï, elle enregistre plusieurs singles en français, adaptés de chansons turques ou issues du répertoire populaire, tels que La Chanson de l'Oubli et Le Cœur d’un Ange en 1967, C'est Joli de S'aimer en 1968. Elle participe à des concerts et des émissions télévisées en France, se produisant notamment dans des salles parisiennes.
Dans les années 1970, Tülay German multiplie les performances dans des festivals et concerts à travers l’Europe et le Maghreb, notamment en France, en Belgique, en Allemagne, en Pologne, en Tunisie, au Maroc, aux Pays-Bas et au Brésil.
En 1975, elle collabore avec le compositeur avant-gardiste İlhan Mimaroğlu sur l'album expérimental Tract: A Composition of Agitprop Music for Electromagnetic Tape, explorant des thèmes politiques et sociaux.
Elle approfondit sa collaboration avec le contrebassiste franco-libanais François Rabbath, qui accompagne ses performances et ses enregistrements. Ensemble, ils sortent en 1980 l'album Tülay German & François Rabbath, entièrement chanté en turc. Cet album met en valeur des poèmes de Nâzım Hikmet et des chansons traditionnelles turques.

### Fin de carrière
À partir de 1981, elle limite ses apparitions publiques. Le dernier concert de Tülay German a lieu en 1987 à Eindhoven, aux Pays-Bas. Elle se retire ensuite de la scène musicale sans indiquer de raisons précises.

## Style musical et influences
En début de carrière, elle interprète des standards de jazz notamment des œuvres de chanteuses comme Ella Fitzgerald ou Billie Holiday. Elle évolue ensuite vers la musique traditionnelle turque, influencée par des figures comme Âşık Veysel et les poèmes de Nâzım Hikmet, auxquels elle apporte des arrangements modernes.
Son timbre grave et chaleureux, associé à une articulation claire, renforce l'authenticité et la dimension poétique de ses interprétations. Sa voix est décrite comme ayant une texture rugueuse qui donne un caractère brut et engagé, en particulier dans les chansons aux messages politiques ou sociaux.

## Réception et impact
En Turquie, son adhésion aux idées marxistes, inspirées par Erdem Buri et Nâzım Hikmet, à une époque où le parti communiste est interdit, a restreint la diffusion de son œuvre. Malgré cela, elle a incarné, un temps, une figure emblématique d’une génération aspirant au changement.

## Vie privée
Son partenaire Erdem Buri est également son compagnon mais elle n’aurait pas voulu formaliser leur relation par un mariage. Aucun enfant naît de cette union.

## Discographie

### Singles
1962 : Summertime (Odeon)
1964 : Burçak Tarlası / Mecnunum Leylam'ı Gördüm (Ezgi)
1965 : Yarının Şarkısı / Kızılcıklar Oldu mu ? (Ezgi)
1967 : La chanson de l'oubli / Le cœur d'un ange (Philips)
1968 : O Eski Günler / Sevmem Bir Daha (Philips)
1968 : C'est joli de s'aimer / Kumbaya (Philips)
1968 : Dere Geliyor Dere / Kara Kızın Türküsü (Philips)
1968 : Aras Üste Buz Üste / Seni Alıp Kaçayım (Philips)
1970 : Mara Eva (Philips)
1972 : A perdre haleine (for Janis Joplin) / L'Homme est un bateau (CBS)

### Albums
1975 : Tract: A Composition of Agitprop Music for Electromagnetic Tape (avec İlhan Mimaroğlu) (Folkways)
1980 : Toulaï et François Rabbath (Arion)
1980 : Günlerimiz (avec Zülfü Livaneli)
1982 : Hommage à Nâzım Hikmet (avec François Rabbath) (Arion)
1985 : La Turquie de Mehmet Koç (Arion)

## Distinctions
1981 : Elle reçoit le Grand Prix du Disque de l'Académie Charles Cros en France pour son album Toulaï et François Rabbath.
2021 : La Fondation d'Istanbul pour la Culture et les Arts (İKSV) lui a décerné un Lifetime Achievement Award en reconnaissance de sa contribution significative à la musique.